# خط الشجر

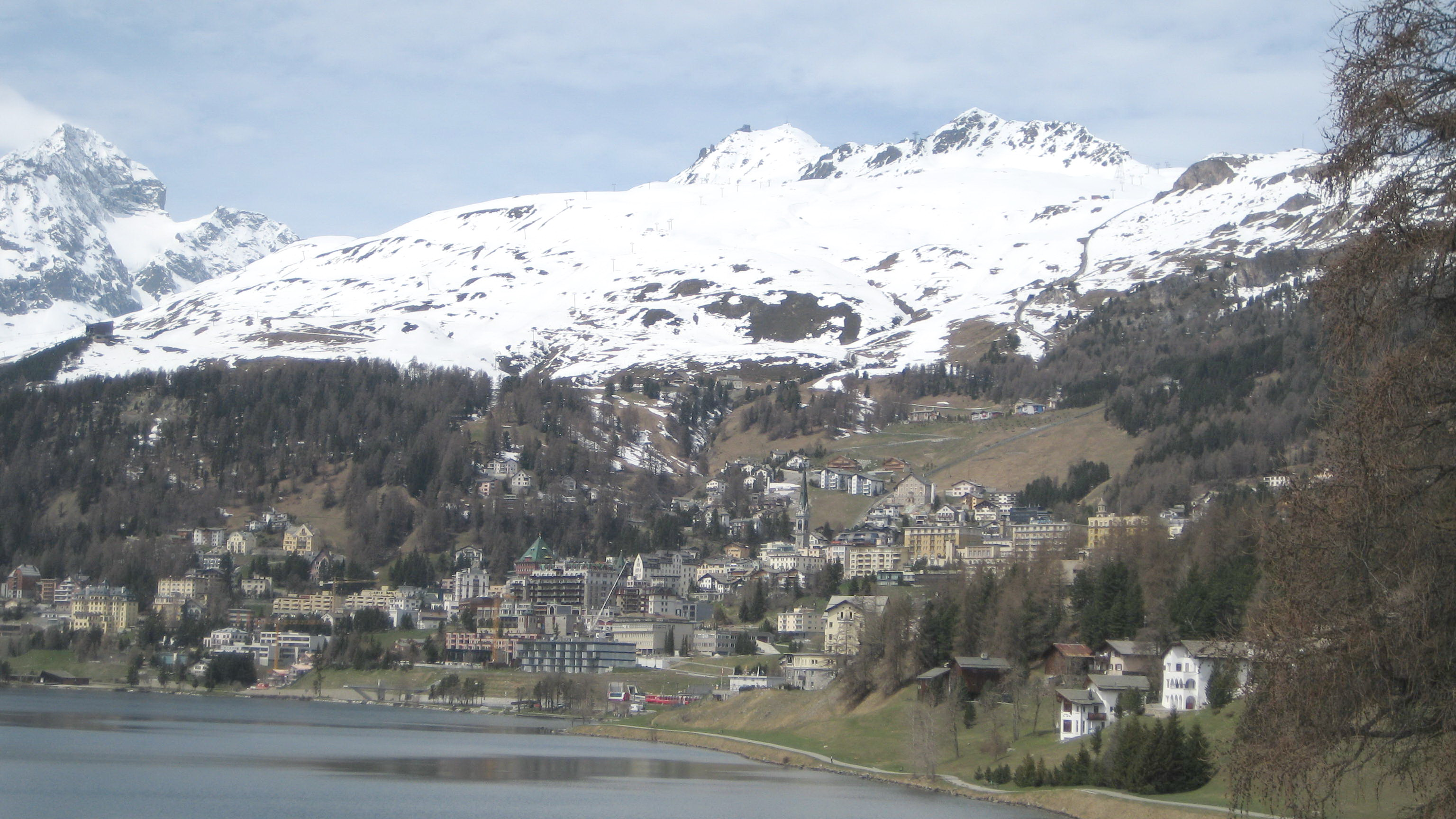
خطوط الشجر في سويسرا، مايو 2009.

خط الشجر (بالإنجليزية: Tree Line)‏، هو أعلى ارتفاع يُمكن أن تنمو فيه الأشجار في المنطقة. في الارتفاعات عالية لا توجد إمكانية لزراعة الأشجار بسبب الظروف البيئية السيئة، مثل الطقس البارد جداً السائد في هذه المناطق، ونقص الأكسجين الذي تحتاجه النباتات إلى البقاء على قيد الحياة مدى الحياة. ويختلف ارتفاع خط الشجر في مناطق مختلفة ويعتمد على الظروف المناخية لتلك المنطقة. أعلى ارتفاع من الأشجار في العالم هو 5200 متر في بوليفيا. لا ينبغي الخلط بين خط الشجر وحد الشجر حيث أن الأخير يُقصد به خط ارتفاعات أو خط عرض يفصل بين منطقة تواجد ومنطقة غياب الأشجار.